# Carl Georg von Holck
Carl Georg von Holck (født 3. januar 1834 i Aalborg, død 14. august 1868 i Dresden) var en dansk retslærd.
von Holck blev student 1849, cand. jur. 1855, samme år volontør i det slesvigske ministerium, 1856 slesvigsk embedseksamen, 1856—57 hjælpesekretær ved 8. ordentlige samling af de slesvigske provinsialstænder i Flensborg, studerede på det Hurtigkarlske rejsestipendium særlig i Bonn, Paris og München, 1858 kancellist i det slesvigske ministerium, 1859 beskikket til ekstraordinær docent i slesvigsk ret, 1861 fuldmægtig i det slesvigske ministerium, samme år konstitueret professor, 1862 professor ved universitetet med stats- og kirkeret som lærefag. 
Med overordentlig flid samlede von Holck stoffet til sine forelæsninger, i hvilke han, som det med føje er sagt, både gav en omhyggelig systematisk fremstilling af hele det daværende komplicerede forfatningsmaskineri, både Fællesforfatningen og Kongerigets særlige forfatning, og af den på Grundloven af 28. juli 1866 hvilende statsret. Efter von Holcks død udgav Carl Goos og Johannes Nellemann Den danske Statsforfatningsret (I—II, 1869) og Den danske Statsforvaltningsret (1870). I firsernes politiske kampe blev von Holcks objektive, strengt juridiske værk, ikke mindst hans opfattelse af foreløbige finanslove, ofte påberåbt mod de af hans efterfølger professor Henning Matzen hævdede statsretlige doktriner.